# Globe Wien
Das Globe Wien (Eigenschreibweise GLOBE WIEN) ist ein Veranstaltungsraum im Stadtteil St. Marx im 3. Wiener Gemeindebezirk Landstraße in der Marx Halle, in dem ganzjährig Theater-, Kabarett-, Comedy- und Musikveranstaltungen stattfinden.

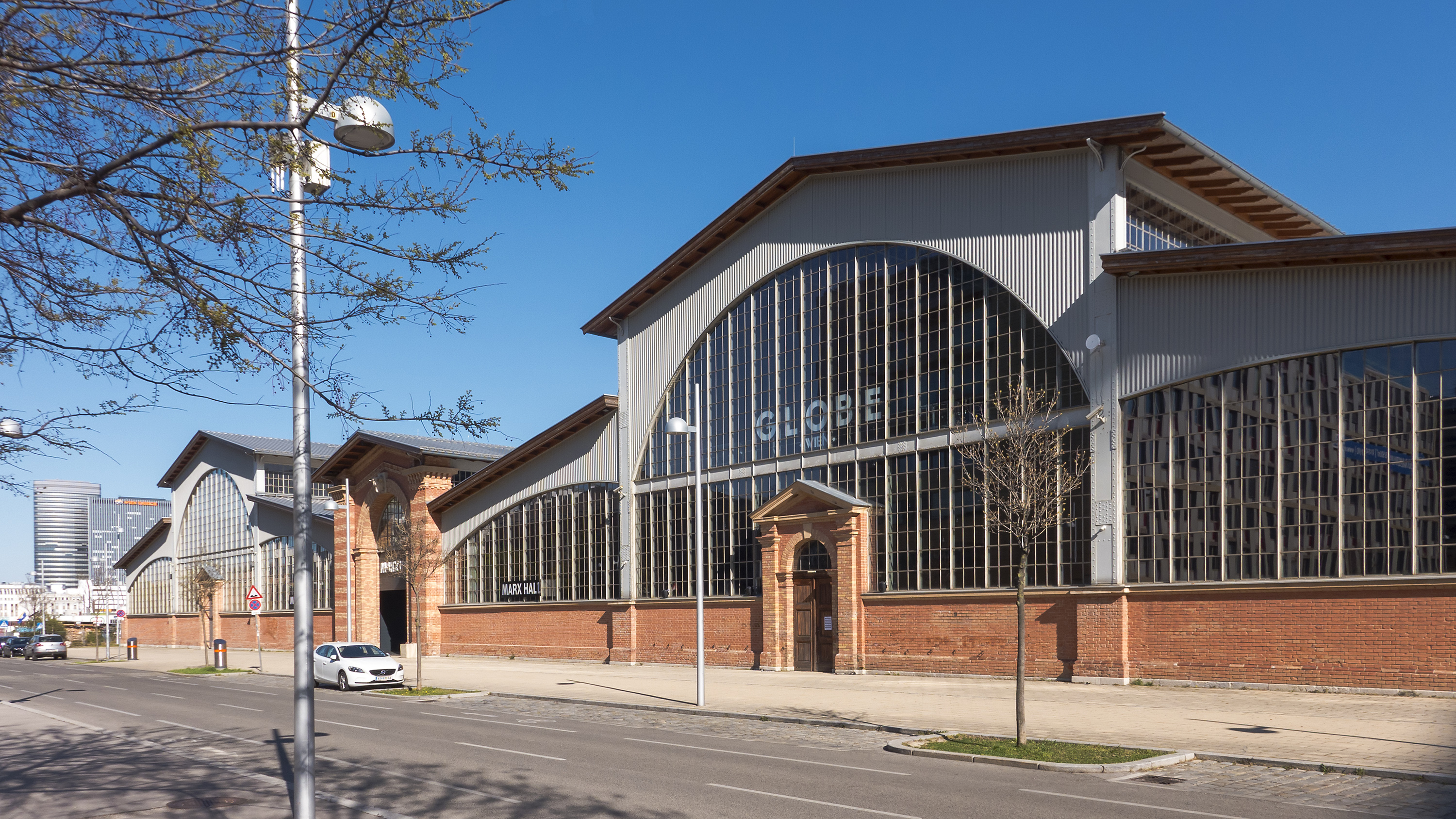
Globe Wien in der Marx Halle

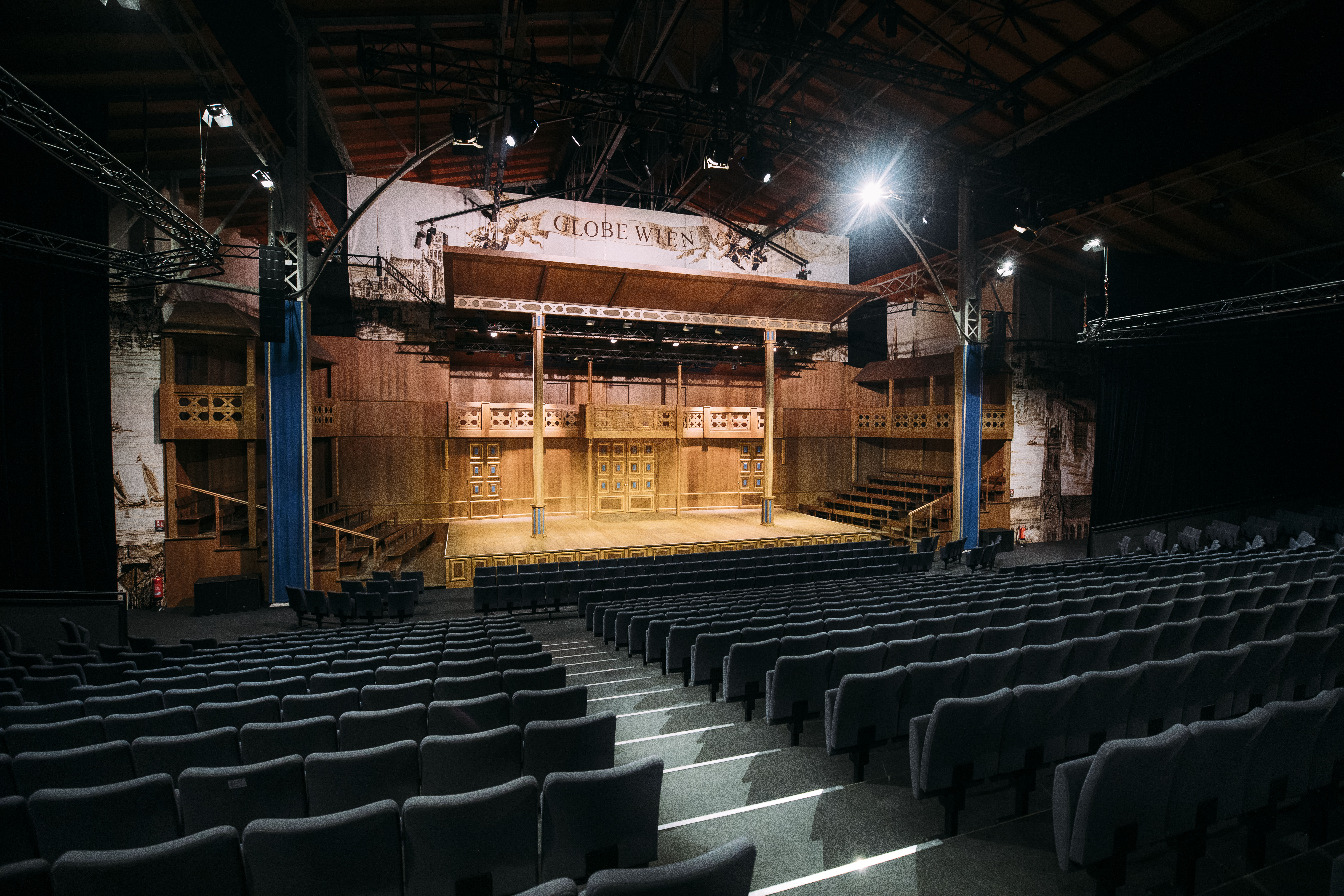
Zuschauerraum und Bühne

## Der Veranstaltungsraum
Das Globe Wien wurde am 7. Oktober 2014 von seinen Eigentümern, Michael Niavarani & Georg Hoanzl, Betreiber des gleichnamigen Unternehmens Hoanzl, eröffnet. Die Bühne ist in ihrer Ausstattung und Form an William Shakespeares historisches Globe Theatre angelehnt. Das Globe Wien wird seit der Eröffnung gänzlich ohne öffentliche Subventionen von der Niavarani & Hoanzl GmbH betrieben. Im Zuge der Corona Pandemie hat die Niavarani & Hoanzl GmbH  laut Transparenzportal ca. 2,8 Millionen Euro an Förderungen erhalten.
Der Spielplan legt den Schwerpunkt auf humorvolle Inhalte. Zahlreiche Theater-, Kabarett-, Comedy- und Musikveranstaltungen sorgten bisher bereits für großes Publikumsinteresse. Michael Niavaranis komödiantische Adaptionen der Shakespeare-Stoffe „Richard III.“ und „Romeo & Julia“ sahen rund 200.000 Menschen. Österreichische Kabarettisten wie Josef Hader, Andreas Vitásek, Gernot Kulis, Omar Sarsam, Klaus Eckel, Thomas Stipsits, Alex Kristan, Gery Seidl, Viktor Gernot und viele mehr spielen hier ihre aktuellen Programme, hinzu kommen Gastspiele von deutschsprachigen Kolleginnen und Kollegen wie Michael Mittermeier, Kaya Yanar, Carolin Kebekus oder Hazel Brugger. Neben internationalen Gästen wie John Cleese im Jahr 2019 stehen auch Eigenproduktionen auf dem Programm.
Aufgrund eines Brandes in der Marx Halle am 10. September 2017 und daraus resultierenden Schäden in der Dachkonstruktion war der Standort des Globe Wien ein Jahr lang geschlossen. Im Oktober 2018 wurde das neu errichtete Globe Wien in einem anderen Bereich der Marx Halle wieder eröffnet. Der Publikumsraum kann seither je nach Bedarf variabel für 550 bis 1400 Besucher eingerichtet werden. Die Sitzplätze im Parterre sind barrierefrei erreichbar. Das Foyer bietet mit drei Barbereichen sowie Zusatzräumen Platz für bis zu 1.500 Gäste.

## Globe Wien von 2014 bis 2017
Im September 2014 wurde das Globe Wien im linken Trakt der Marx Halle vorerst (auch aufgrund der zu dieser Zeit unklaren künftigen Nutzung der Marx Halle) als temporärer Veranstaltungsraum von der Niavarani und Hoanzl GmbH errichtet.
Am 7. Oktober 2014 wurde das Globe Wien mit der Uraufführung von "Die unglaubliche Tragödie von RICHARD III. – Eine Komödie von Michael Niavarani frei nach William Shakespeare" eröffnet. Das Stück stand bis Jänner 2016 auf dem Spielplan und erzielte insgesamt rund 100.000 Besucher. Neben einer Vielzahl an Kabarett- und Comedyveranstaltungen fanden in den folgenden Jahren auch weitere Eigenproduktionen statt, wie zum Beispiel die Doppelconférence "Zu blöd um alt zu sein" mit Michael Niavarani und Otto Schenk, oder "Reset – Alles auf Anfang", eine Komödie von Roman Frankl und Michael Niavarani. Am 28. März 2016 wurde Michael Niavaranis Stück "Die höchst beklagenswerte und gänzlich unbekannte Ehetragödie von Romeo & Julia – Ohne Tod kein Happy End" im Globe Wien erstmal aufgeführt.
Anfang 2017 war die längerfristige Nutzung des Standortes Marx Halle zwar unklar, die Stadt Wien verlängerte jedoch den Vertrag mit den Betreibern Michael Niavarani und Georg Hoanzl bis Mitte 2019.

### Brand am 10. September 2017 in der Marx Halle
In der Nacht des 10. September 2017 kam es in einem Bereich der Marx Halle zu einem Brand, der nach einem Großeinsatz der Wiener Berufsfeuerwehr nach mehreren Stunden gelöscht werden konnte. Am nächsten Tag wurde von den ermittelnden Behörden als Ursache Brandstiftung bekanntgegeben. Obwohl der Brand nicht in den Räumlichkeiten des Globe Wien stattgefunden hatte, wurden diese durch die Hitzeeinwirkung auf die schmiedeeiserne Dachkonstruktion schwer in Mitleidenschaft gezogen und der Spielbetrieb musste daraufhin eingestellt werden. Am 14. November 2017 gaben die Behörden bekannt, dass die Verursacher des Brandes gefasst worden waren. Die Polizei konnte zwei 19-Jährige ausforschen, die in der Halle Fackeln und Kerzen entzündeten, um Geister zu beschwören. Eine der brennenden Lichtquellen fiel jedoch um und entzündete den Stoff eines Sofas. Dadurch breitete sich das Feuer rasch aus und griff in weiterer Folge auf eine Hallenabtrennung und den Dachbereich über. Im März 2018 wurden die beiden Täter wegen fahrlässigen Herbeiführens einer Feuersbrunst, Gefährdung der körperlichen Sicherheit sowie Sachbeschädigung zu neun bzw. sieben Monaten bedingt verurteilt. Das Berufungsgericht erlegte nun zudem 40.000 Euro Schadenersatz auf.
Der bisherige Standort des Globe Wien konnte nach dem Brand im September 2017 nicht mehr als Spielort genutzt werden.

## Globe Wien ab 2018
In den Monaten nach dem Brand im September 2017 mussten die komplexen Folgeschäden an der denkmalgeschützten Hallenstruktur analysiert werden. Vor allem die stählerne Dachkonstruktion der denkmalgeschützten Halle war durch die Hitze statisch im Mitleidenschaft gezogen worden. Der für die Saison 2017/18 bereits geplante Spielbetrieb fand bis zum Sommer 2018 in verschiedenen Wiener Ersatzlocations statt. Einige Veranstaltungen mussten auch abgesagt werden.
Im Jänner 2018 konnte der bisherige Pächter der Marx Halle, die Hey-U Mediagroup, als Bestbieter des Verfahrens „Marx Halle reloaded“ das Baurecht für die Liegenschaft für 67 Jahre erwerben. Durch die damit verbundene Widmung als Eventlocation konnte auch die Zukunft des Globe Wien als Mieter dort langfristig gesichert werden.
Im Frühjahr 2018 konnten die Eigentümer Michael Niavarani und Georg Hoanzl in Zusammenarbeit mit rund sechzig Firmen an einem neuen Standort innerhalb der Marx Halle mit dem Wiederaufbau beginnen. Das Globe Wien befindet sich nunmehr im rechten Trakt der Halle. Die brandbedingte Pause konnte für Verbesserungen genützt werden, zum Beispiel eine Vergrößerung des Publikumsraumes auf eine Kapazität von maximal 1.400 Personen.
Der neue Standort wurde am 10. Oktober 2018 mit einer Vorstellung von Paul Pizzera und Otto Jaus eröffnet. In den folgenden Saisonen wurde neben deutschsprachiger Unterhaltung auch die Programmschiene "englischsprachige Comedy" ausgebaut, mittlerweile absolvierten internationale Comedy-Stars wie Eddie Izzard, Bill Burr, Bill Bailey, Jimmy Carr, Daniel Sloss und viele mehr einen Gastauftritt im Globe Wien. Der britische Komiker John Cleese spielte im Oktober 2019 nicht nur sein Soloprogramm, sondern auch acht ausverkaufte Auftritte gemeinsam mit Hausherr Michael Niavarani, unter dem Titel "Hopeless but not serious".

## Der Standort
Die Marx Halle ist in der großen Halle des ehemaligen Wiener Zentralviehmarktes angesiedelt und dient seit 2014 unter diesem Namen als Veranstaltungsort für verschiedenste Events. Die ursprünglich knapp 50 Meter längere Halle misst heute 175 Meter in der Länge, 114 Meter in der Breite und 17 Meter in der Höhe. Daraus ergibt sich eine Gesamtfläche von 20.000 Quadratmetern.
Nach der Absiedelung des Wiener Schlachthofs im Jahr 1997 stand die Halle für längere Zeit leer. Die Eisenkonstruktion und das Dach wurden zwischen 2006 und 2007 saniert. Von 2011 bis 2014 erarbeitete die HEY-U Mediagroup ein Nutzungskonzept und betreibt seither die Halle als Eventlocation. Im Jänner 2018 konnte der vorherige Pächter, die Hey-U Mediagroup, als Bestbieter des Verfahrens „Marx Halle reloaded“ das Baurecht für die Liegenschaft für 67 Jahre erwerben. Durch die damit verbundene Widmung als Eventlocation konnte auch die Zukunft des Globe Wien als Mieter dort langfristig gesichert werden.

### Der Wiener Zentralviehmarkt
Im Mai 1877 beschloss der Wiener Gemeinderat die Errichtung des Wiener Zentralviehmarkts in St. Marx. Im Zuge dessen wurde auch die Halle nach den Plänen des Wiener Architekten Rudolf Frey geplant und 1881 fertiggestellt. Die Rinderverkaufshalle, bestehend aus zwei dreischiffigen Hallen, war fortan der Ort, an dem die Tiere ausgestellt und gehandelt wurden. Im Jahr 1997 wurde das Gebäude als einzige erhaltene Konstruktion aus Schmiedeeisen unter Denkmalschutz gestellt.